# كوزما سباسكي-أفتونوموف
كوزما فيودوروفيتش سباسكي-أفتونوموف ( (بالروسية: Козьма Фёдорович Спасский-Автономов)‏)، كان باحثًا روسيًا في منطقة باكو، التي كانت آنذاك إحدى مدن الإمبراطورية الروسية (تقع الآن في أذربيجان، على بحر قزوين). ولد عام 1807، في زاخاروفكا (الآن ليبيتسك أوبلاست) وتوفي عام 1890.
تعد باكو مثيرة للاهتمام من الناحية الجيولوجية لأنها أخفض عاصمة وطنية في العالم، حيث تنخفض حوالي 28 مترًا تحت مستوى سطح البحر. تقع على الشاطئ الجنوبي لشبه جزيرة أبشيرون، قرب خليج باكو.
وصل سباسكي-أفتونوموف إلى باكو مع أطفاله في 27 يوليو 1847، بعد وقت قصير من اكتشاف النفط في المنطقة. أصبح رئيس دائرة الجمارك للحجر الصحي في باكو. خلال هذا الوقت، كانت الدراسات الفعالة لمستوى بحر قزوين، التي بدأت عام 1830، مستمرة. بدأ سباسكي أفتونوموف الكتابة عن باكو عام 1847، تاركًا العديد من الروايات عن المدينة وسكانها بالتفصيل.
كان مع شقيقه ميخائيل أحد العلماء الرائدين في مجالات علم المناخ والأرصاد الجوية في البلاد. كان كوزما، عضو الجمعية الجغرافية الروسية، على دراية بكلا الموضوعين، لكن اهتماماته الرئيسية انصبّت على دراسة الأدب الشعبي المحلي.